# Harry Stafford
Harry Stafford (Crewe, 1869 – 1940) è stato un calciatore inglese, di ruolo difensore.

## Carriera
Terzino, giocatore di Southport Central e di Crewe Alexandra, nel marzo del 1896 passa al Newton Heath, esordendo il 3 aprile al Bank Street contro il Darwen (4-0). Durante la sua esperienza a Manchester veste i colori dell'United in 200 occasioni, 183 presenze in seconda divisione e 17 sfide di FA Cup, torneo nel quale ha siglato la sua unica rete con i Red Devils, il 5 gennaio 1901, contro il Portsmouth, partita conclusasi sul 3-0.
Nel gennaio del 1902 il Newton Heath sta attraversando una difficile fase economica, rischiando il fallimento: è lo stesso Stafford, allora capitano della squadra, a trovare quattro imprenditori pronti ad investire nella società 500 sterline a testa in cambio di un coinvolgimento diretto nella gestione della squadra; la società viene rinominata Manchester United e uno degli imprenditori, John Henry Davies, ne diviene il presidente.